# Acinopterus morongoensis
Acinopterus morongoensis är en insektsart som beskrevs av Knull 1944. Acinopterus morongoensis ingår i släktet Acinopterus och familjen dvärgstritar. Inga underarter finns listade i Catalogue of Life.